# Parafia Najświętszego Serca Pana Jezusa w Barnimiu
Parafia pw. Najświętszego Serca Pana Jezusa w Barnimiu – parafia rzymskokatolicka, należąca do dekanatu Drawno, archidiecezji szczecińsko-kamieńskiej, metropolii szczecińsko-kamieńskiej. Została erygowana 1 lipca 1996 roku. W parafii posługują księża archidiecezjalni.

## Świątynie

### Kościół parafialny
Kościół Najświętszego Serca Pana Jezusa w Barnimiu

### Kościoły filialne i kaplice
- Kościół Wniebowzięcia Najświętszej Maryi Panny w Dominikowie[1]
- Kościół w Konotopie[1]
- Kościół w Niemieńsku[1]
- Kościół Najświętszej Maryi Panny Matki Kościoła w Zatomiu[1]

## Proboszczowie
- ks. Ireneusz Starachowski (1996–2001)[3]
- ks. Wojciech Kozub (od 7 sierpnia 2001)[3]